# Krungthepbron
Krungthepbron (thai: สะพานกรุงเทพ) är en 626 meter lång klaffbro och fackverksbro över Chao Phraya i Bangkok, Thailand. Den var den andra bron som byggdes över floden. 
Byggandet av bron påbörjades den 31 augusti 1954 och var klart den 24 mars 1959, bron invigdes den 25 juni samma år. Den består av fyra filer för biltrafik samt trottoarer.
Den höga belastningen på bron ledde till byggandet av den intilliggande Rama III-bron.